# Open de France 2012
Het Open de France is een jaarlijks golftoernooi van de Europese PGA Tour. De editie van 2012 wordt van 5-8 juli gespeeld op Le Golf National, waar in 2018 de Ryder Cup gespeeld zal worden. 
Het prijzengeld is € 2.000.000, waarvan de winnaar € 333.330 krijgt. Titelverdediger is Thomas Levet.

## Verslag

#### Ronde 1
Nicolas Colsaerts speelde in de ochtendronde en had een redelijke start met een score van -1. De twee Nederlanders startten op hole 10 en daar ging het minder goed mee. Joost Luiten stond na negen holes +3 en Robert-Jan Derksen zelfs op +5. In de laatste holes maakte hij nog enkele birdies zodat hij op +2 eindigde. 
Clubhouse leader werd Christian Nilsson met -6. Niemand haalde hem 's middags in. De tweede plaats werd gedeeld door Matteo Manassero, Gary Boyd en Thongchai Jaidee.

#### Ronde 2
Derksen maakte met drie birdies en een dubbel-bogey een score van -1; bij Luiten zag de scorekaart er heel anders uit: 8 birdies en 6 bogeys voor een ronde van -2. Het resultaat is dat beiden op een totaal van +1 staan, goed genoeg om het weekend te mogen spelen. Anders Hansen speelde weer onder par en ging aan de leiding totdat Marcel Siem hem na veertien holes inhaalde.  Raphaël Jacquelin bleef na een ronde par de beste Franse speler.

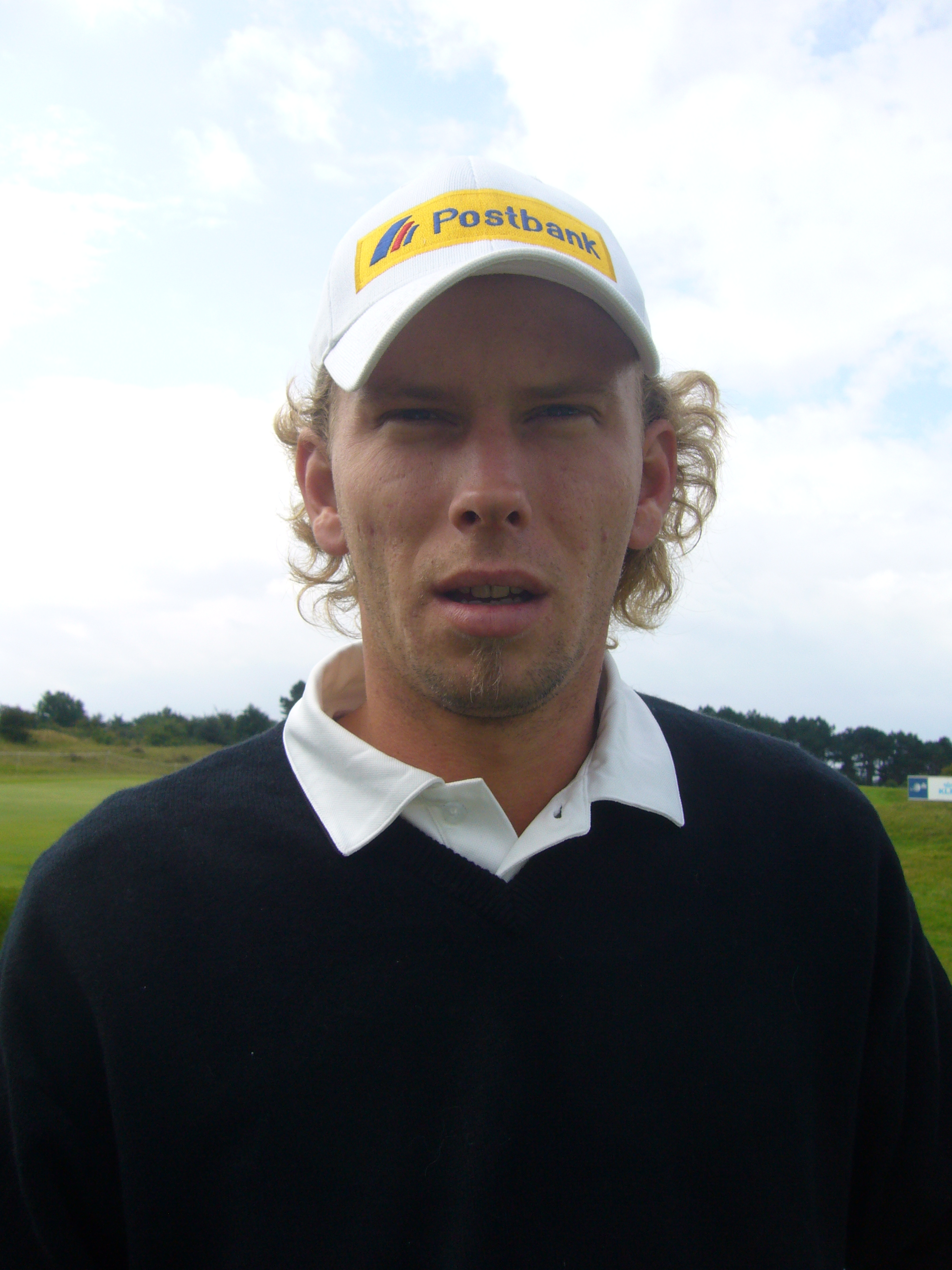
Marcel Siem
winnaar 2012

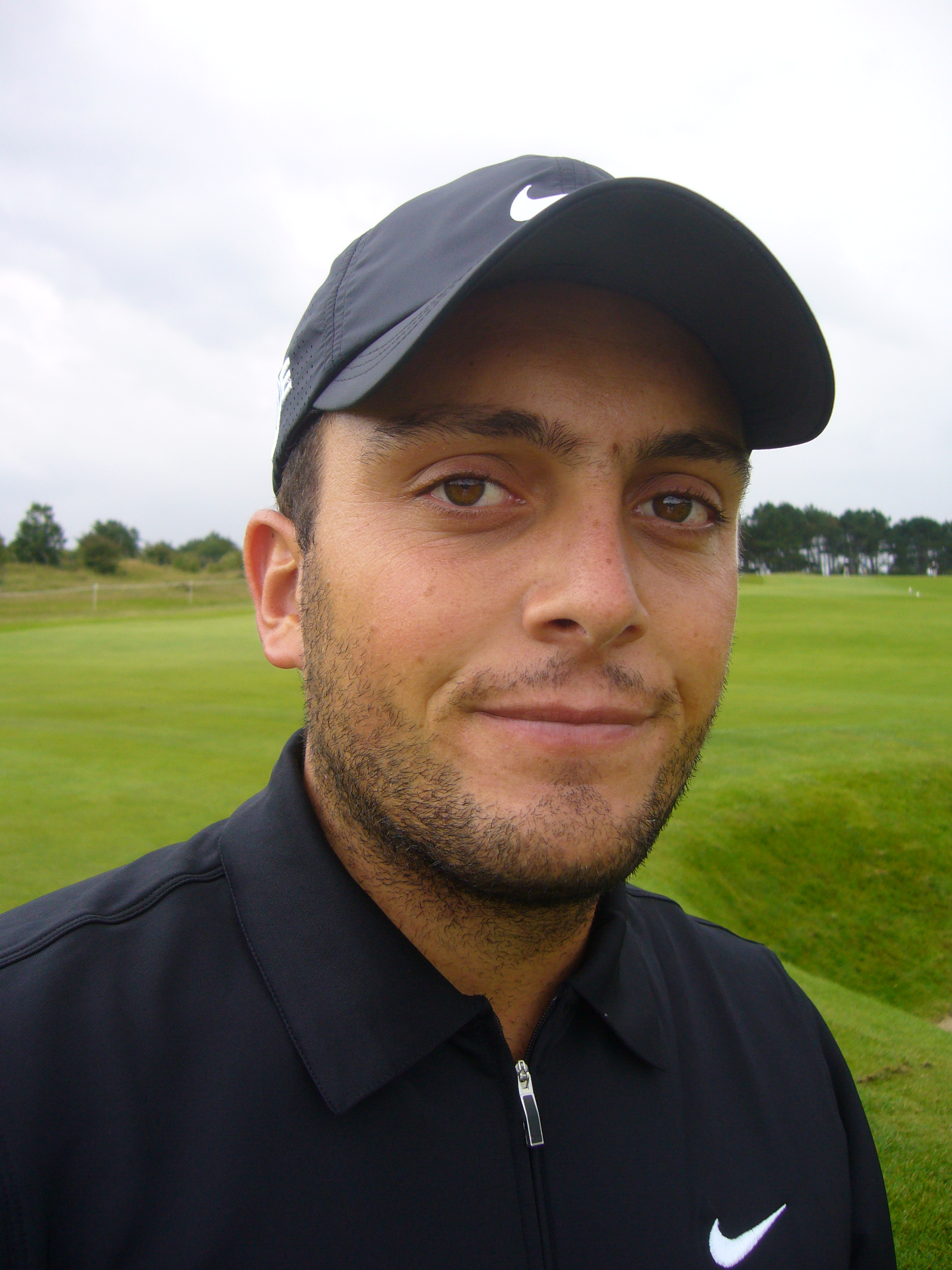
Francesco Molinari
toernooirecord van 64

#### Ronde 3
Van de 25 Franse spelers doen nog maar vijf in het weekend mee. Afgevallen zijn onder meer tweevoudig winnaar Jean François Remesy, titelverdediger Thomas Levet en amateur Julien Brun. Julien Guerrier maakte in de 3de ronde 79 en kwam bijna onderaan te staan, en Jacquelin bleef in de top-5.  Joost Luiten stond -2 na negen holes maar maakte daarna vier bogeys. Derksen bleef met een ronde van 71 op dezelfde plaats staan.

#### Ronde 4
Marcel Siem, die in Europa nog nooit een toernooi van de Europese Tour won, eiste hier de overwinning op door een laatste ronde van -5 te maken. Terwijl hij zijn laatste drie holes speelde, zaten Henrik Stenson en Francesco Molinari te wachten of er een play-off zou komen. 
Derksen en Luiten maakten +4 en zakten in het klassement, Jacquelin bleef de beste Fransman en eindigde op de 3de plaats. 
- Leaderboard

| Speler             | Ronde 1 | Ronde 1 | Nr   | Ronde 2 | Ronde 2 | Totaal | Nr  | Ronde 3 | Ronde 3 | Totaal | Nr  | Ronde 4 | Ronde 4 | Totaal | Nr  |
| ------------------ | ------- | ------- | ---- | ------- | ------- | ------ | --- | ------- | ------- | ------ | --- | ------- | ------- | ------ | --- |
| Marcel Siem        | 68      | -3      | T8   | 68      | -3      | -6     | 1   | 73      | +2      | -4     | T4  | 67      | -4      | -8     | 1   |
| Francesco Molinari | 71      | par     | T28  | 68      | -3      | -3     | T5  | 74      | +3      | par    | T22 | 64      | -7      | -7     | 2   |
| Raphaël Jacquelin  | 68      | -3      | T8   | 71      | par     | -3     | T5  | 70      | -1      | -4     | T4  | 69      | -2      | -6     | 3   |
| David Howell       | 70      | -1      | T21  | 70      | -1      | -2     | T8  | 67      | -4      | -6     | T1  | 72      | +1      | -5     | T4  |
| Henrik Stenson     | 68      | -3      | T8   | 73      | +2      | -1     | T   | 69      | -2      | -3     | T6  | 70      | -1      | -4     | T7  |
| Nicolas Colsaerts  | 70      | -1      | T21  | 72      | +1      | par    | T25 | 69      | -2      | -2     | T8  | 71      | par     | -2     | T11 |
| Anders Hansen      | 70      | -1      | T21  | 68      | -3      | -4     | 3   | 69      | -2      | -6     | T1  | 75      | +4      | -2     | T11 |
| Thongchai Jaidee   | 66      | -5      | T2   | 75      | +4      | -1     | T14 | 70      | -1      | -2     | T8  | 72      | +1      | -1     | T15 |
| Alexander Norén    | 70      | -1      | T21  | 67      | -4      | -5     | 2   | 74      | +3      | -2     | T8  | 72      | +1      | -1     | T15 |
| George Coetzee     | 70      | -1      | T21  | 68      | -3      | -4     | 3   | 70      | -1      | -5     | 3   | 76      | +5      | par    | T17 |
| Matteo Manassero   | 66      | -5      | T2   | 75      | +4      | -1     | T14 | 72      | +1      | par    | T22 | 71      | par     | par    | T17 |
| Christian Nilsson  | 65      | -6      | 1    | 75      | +4      | -2     | T8  | 76      | +5      | +3     | T40 | 71      | par     | +3     | T31 |
| Robert-Jan Derksen | 73      | +2      | T83  | 70      | -1      | +1     | T29 | 71      | par     | +1     | T29 | 75      | +4      | +5     | T40 |
| Gary Boyd          | 66      | -5      | T2   | 75      | +4      | -1     | T14 | 74      | +3      | +2     | T31 | 73      | +2      | +4     | T37 |
| Joost Luiten       | 74      | +3      | T104 | 69      | -2      | +1     | T29 | 73      | +2      | +3     | T40 | 75      | +4      | +7     | T47 |

| Leider |  | Toernooirecord |  | MC = missed cut = cut gemist |

## Spelers
Twaalf voormalige winnaars doen mee.
| - Felipe Aguilar - Thomas Aiken - Fredrik Andersson Hed - Rich Beem - Grégory Bourdy - Gary Boyd - Markus Brier - Rafael Cabrera Bello - Michael Campbell - Alejandro Cañizares - Paul Casey - Alex Cejka - SSP Chowrasia - Darren Clarke - George Coetzee - Robert Coles - Nicolas Colsaerts - Rhys Davies - Carlos Del Moral - Andrew Dodt - Jamie Donaldson - Bradley Dredge - David Drysdale - Victor Dubuisson - Simon Dyson - Johan Edfors - Niclas Fasth - Gonzalo Fz-Castaño - Kenneth Ferrie - Richard Finch - Oliver Fisher - Tommy Fleetwood - Oscar Florén - Mark Foster - Marcus Fraser - Lorenzo Gagli - Stephen Gallacher - Ignacio Garrido | - Jean-Baptiste Gonnet - Ricardo González - Retief Goosen (1999) - Tano Goya - Branden Grace - Richard Green - Mark F. Haastrup - Anders Hansen - Peter Hanson - Grégory Havret - Benjamin Hebert - Peter Hedblom - Michael Hoey - Keith Horne - David Horsey - David Howell - Mikko Ilonen - Fredrik Jacobson - Raphaël Jacquelin - Thongchai Jaidee - Scott Jamieson - Miguel Á Jiménez (2010) - Richard S Johnson - Michael Jonzon - Martin Kaymer (2009) - Simon Khan - James Kingston - Søren Kjeldsen - Jbe' Kruger - Martin Laird - José Manuel Lara - Pablo Larrazábal (2008) - Peter Lawrie - Shane Lowry - Thomas Levet (2011) - Tom Lewis - Sam Little - Joost Luiten | - David Lynn - Matteo Manassero - Pablo Martín - Gareth Maybin - Graeme McDowell - Richard McEvoy - Damien McGrane - Paul McGinley - Shaun Micheel - Francesco Molinari - Colin Montgomerie (2000) - James Morrison - George Murray - Alexander Norén - Thorbjørn Olesen - Hennie Otto - Ian Poulter - Phillip Price - Julien Quesne - Alvaro Quiros - Richie Ramsay - Robert Rock - Justin Rose - Brett Rumford - Ricardo Santos - Marcel Siem - Jeev Milkha Singh - Joel Sjöholm - Henrik Stenson - Richard Sterne - Jaco Van Zyl - Anthony Wall - Paul Waring - Marc Warren - Romain Wattel - Steve Webster - Lee Westwood - Peter Whiteford | - Bernd Wiesberger - Danny Willett - Chris Wood - Fabrizio Zanotti - Matthew Zions Invitaties - Brendan Steele - Alexandre Kaleka - Alexander Levy - Gary Stal - Mu Hu - Shiv Kapur - Emiliano Grillo Voormalige winnaars - Graeme Storm (2007) - Jeff Remesy {2004, 2005) - Philip Golding (2003) - José Olazabal (2001) - Robert Allenby (1996) - Paul Broadhurst (1995) Regionale spelers - Adrian Otaegui - Guillaume Cambis - Damien Perrier - Edouard Dubois - Adrien Bernadet - Julien Guerrier - Anthony Snobeck - Victor Riu - Michaël Lorenzo-Vera - Charles-Edouard Russo - Alastair Forsyth - Thomas Nørret - Jean-François Lucquin - Christophe Brazillier Amateur - Julien Brun |